# Marcin Krukowski
Marcin Krukowski (né le 14 juin 1992 à Varsovie) est un athlète polonais, spécialiste du lancer du javelot.

## Biographie
En 2011, il remporte la médaille d'argent des championnats d'Europe juniors, à Tallinn, avec un lancer à 79,19 m. Il franchit pour la première fois de sa carrière la limite des 80 mètres en 2012 en établissant la marque de 82,58 m le 15 septembre à Pasłęk. En 2013, il porte son record personnel à 83,04 m.
Le 7 juillet 2016, il termine 6e de la finale des Championnats d'Europe d'Amsterdam avec 79,49 m.
En 2017 Marcin Krukowski réalise un record national aux championnats de Pologne, avec un lancer à 88,09 m.
En 2021 il fait progresser son record à 89,55 m aux Paavo Nurmi Games de Turku.

## Palmarès
| Date | Compétition                   | Lieu             | Résultat | Marque  |
| ---- | ----------------------------- | ---------------- | -------- | ------- |
| 2011 | Championnats d'Europe juniors | Tallinn          | 2e       | 79,19 m |
| 2013 | Championnats d'Europe espoirs | Tampere          | 9e       | 72,37 m |
| 2016 | Championnats d'Europe         | Amsterdam        | 6e       | 79,49 m |
| 2017 | Championnats du monde         | Londres          | 9e       | 82,01 m |
| 2018 | Coupe du monde                | Londres          | 2e       | 80,25 m |
| 2018 | Championnats d'Europe         | Berlin           | 4e       | 84,55 m |
| 2018 | Ligue de diamant              | Ligue de diamant | 5e       | 85,32 m |
| 2019 | Ligue de diamant              | Ligue de diamant | 4e       | 85,72 m |
| 2019 | Championnats du monde         | Doha             | 7e       | 80,56 m |
| 2019 | Jeux mondiaux militaires      | Wuhan            | 2e       | 78,17 m |

## Records
| Épreuve           | Performance  | Lieu  | Date        |
| ----------------- | ------------ | ----- | ----------- |
| Lancer du javelot | 89,55 m (NR) | Turku | 8 juin 2021 |